# Henry Kissinger
Henry Alfred Kissinger (/ˈkɪsᵻndʒər/; alemão: [ˈkɪsɪŋɐ]; nascido Heinz Alfred Kissinger, Fürth, 27 de maio de 1923 – Kent, 29 de novembro de 2023) foi um político, diplomata e especialista em geopolítica americano que serviu como Secretário de Estado e Conselheiro de Segurança Nacional dos Estados Unidos nos governos dos presidentes Richard Nixon e Gerald Ford. Um refugiado de uma família judia que fugiu da Alemanha Nazista em 1938, Kissinger se destacou academicamente, recebendo um diploma de bacharelado, summa cum laude, da Universidade Harvard em 1950, estudando sob William Yandell Elliott. Recebeu um MA e um PhD de Harvard em 1951 e 1954, respectivamente. Por suas ações negociando um cessar-fogo em Vietnã, Kissinger recebeu o prêmio Nobel da Paz em 1973 sob circunstâncias controversas.
Um praticante de Realpolitik, Kissinger desempenhou um papel proeminente na política externa dos Estados Unidos entre 1969 e 1977, sendo pioneiro na política de détente com a União Soviética, orquestrando uma abertura de relações com a República Popular da China, engajando no que ficou conhecido como "shuttle diplomacy" ("diplomacia de transporte") no Oriente Médio após a Guerra do Yom Kippur e a negociação dos Acordos de Paz de Paris, que encerrou o envolvimento americano na Guerra do Vietnã. Kissinger também se viu associado a políticas controversas como o envolvimento dos Estados Unidos no Golpe de Estado no Chile em 1973, deu sinal verde para a Junta Militar Argentina em sua Guerra Suja e garantiu apoio americano ao Paquistão durante a Guerra de Independência de Bangladesh apesar do genocídio perpetrado pelos paquistaneses. Depois de deixar o governo, formou a Kissinger Associates, uma firma de consultaria geopolítica. Kissinger escreveu pelo menos uma dúzia de livros sobre história diplomática e relações internacionais.
Henry Kissinger continuou sendo uma figura controversa e polarizadora na política americana, venerado por alguns como um Secretário de Estado altamente eficaz e condenado por outros por supostamente tolerar ou apoiar crimes de guerra cometidos por nações aliadas durante seu mandato. Uma pesquisa feita em 2015 por estudiosos de relações internacionais, conduzida pelo College of William & Mary, classificou Kissinger como o secretário de Estado dos Estados Unidos mais eficaz nos cinquenta anos anteriores até 2015. Com a morte do centenário George Shultz em fevereiro de 2021, foi, até sua morte, o ex-membro do gabinete dos Estados Unidos mais velho vivo e o último membro sobrevivente do Gabinete de Nixon.

## Carreira
Em 1938, devido às perseguições antissemitas na Alemanha nazista, seus pais emigram com ele para os EUA. Cinco anos depois, ele obtém sua cidadania americana em 19 de junho de 1943.

### Exército dos EUA
Kissinger passou por treinamento básico no Camp Croft, em Spartanburg, Carolina do Sul. Em 19 de junho de 1943, aos 20 anos, enquanto estava na Carolina do Sul, naturalizou-se cidadão norte-americano. O exército o enviou para estudar engenharia no Lafayette College, na Pensilvânia, sob o Programa de Treinamento Especializado do Exército, mas o programa foi cancelado e Kissinger foi transferido para a 84ª Divisão de Infantaria. Lá, ele conheceu Fritz Kraemer, um imigrante alemão que notou a fluência de Kissinger em alemão e seu intelecto e providenciou para que ele fosse designado para a inteligência militar da divisão. Kissinger viu o combate com a divisão e se ofereceu para tarefas de inteligência perigosas durante a Batalha do Bulge. Em 10 de abril de 1945, ele participou da libertação do campo de concentração de Hannover-Ahlem, um subcampo do campo de concentração de Neuengamme. Na época, Kissinger escreveu em seu diário: "Eu nunca tinha visto pessoas degradadas ao nível que as pessoas estavam em Ahlem. Mal pareciam humanos. Eram esqueletos." Após o choque inicial, no entanto, Kissinger ficou relativamente em silêncio sobre seu serviço de guerra.
Durante o avanço americano na Alemanha, Kissinger, embora apenas um soldado (a mais baixa patente militar), foi colocado no comando da administração da cidade de Krefeld por causa da falta de falantes de alemão no pessoal de inteligência da divisão. Em oito dias, ele estabeleceu uma administração civil. Kissinger foi então transferido para o Corpo de Contra-Inteligência (CIC), onde se tornou um Agente Especial do CIC com o posto de sargento. Ele foi encarregado de uma equipe em Hanôver designada para rastrear oficiais da Gestapo e outros sabotadores, pela qual ele foi premiado com a Bronze Star. Kissinger elaborou uma lista abrangente de todos os funcionários conhecidos da Gestapo na região de Bergstraße, e mandou reuni-los. Até o final de julho, 12 homens haviam sido presos. Em março de 1947, Fritz Girke, Hans Hellenbroich, Michael Raaf e Karl Stattmann foram posteriormente capturados e julgados pelo Tribunal Militar de Dachau por matar dois prisioneiros de guerra americanos. Os quatro homens foram todos considerados culpados e condenados à morte. Eles foram executados por enforcamento na prisão de Landsberg em outubro de 1948.
Em junho de 1945, Kissinger foi nomeado comandante do destacamento CIC do metrô de Bensheim, distrito de Bergstraße de Hesse, com a responsabilidade pela desnazificação do distrito. Embora possuísse autoridade absoluta e poderes de prisão, Kissinger teve o cuidado de evitar abusos contra a população local por seu comando.
Em 1946, Kissinger foi transferido para lecionar na Escola Europeia de Inteligência de Comando em Camp King e, como funcionário civil após sua separação do exército, continuou a servir nessa função.
Kissinger lembrou que sua experiência no exército "me fez sentir como um americano".
Depois de servir na Segunda Guerra Mundial, fez o seu doutoramento pela Universidade Harvard em 1954, tornando-se imediatamente instrutor na mesma instituição; depois de alguns anos, obteve o título de professor.

### Política
Kissinger foi conselheiro de relações exteriores de todos os presidentes dos EUA, de Eisenhower a Gerald Ford, sendo Secretário de Estado dos Estados Unidos (cargo equivalente ao de Ministro das Relações Exteriores, no Brasil, e de Ministro dos Negócios Estrangeiros, em Portugal), conselheiro político e confidente de Richard Nixon.
Em 1973, ganhou, com Le Duc Tho, o Prêmio Nobel da Paz, pelo seu papel na obtenção do acordo de cessar-fogo na Guerra do Vietnam. Le Duc Tho recusou o prêmio.
Henry Kissinger esteve envolvido em uma intensa atividade diplomática com a República Popular da China, o Vietnã, a União Soviética e a África.
É considerado uma figura polêmica e controversa, tendo alguns de seus críticos acusado-o de ter cometido crimes de guerra durante sua longa estadia no governo, como dar luz verde à invasão indonésia de Timor (1975) e aos golpes de estado no Chile, no Camboja e no Uruguai (1973), sendo que, por diversas vezes, Kissinger usava uma política tortuosa, em que parecia jogar com um "pau de dois bicos". Entre tais críticos, incluem-se o jornalista Christopher Hitchens (no livro The Trial of Henry Kissinger) e o analista Daniel Ellsberg (no livro Secrets). Apesar de essas alegações não terem sido provadas perante uma corte de justiça, considera-se um ato perigoso, para Kissinger, entrar em alguns países da Europa e da América do Sul.
Henry Kissinger foi um dos mentores – ou mesmo o mentor – da chamada Operação Condor, para a América do Sul, além de ter dado apoio ao regime da ditadura militar argentina, tendo o mesmo dito, certa vez ao ministro das relações exteriores argentino da época, que: “Se há coisas que precisam ser feitas, vocês devem fazê-las rapidamente”, referindo-se à eliminação e à repressão a quem era contra a ditadura, incluindo-se aí, obviamente, métodos como torturas e mortes.

## Política externa

### Abertura diplomática da China

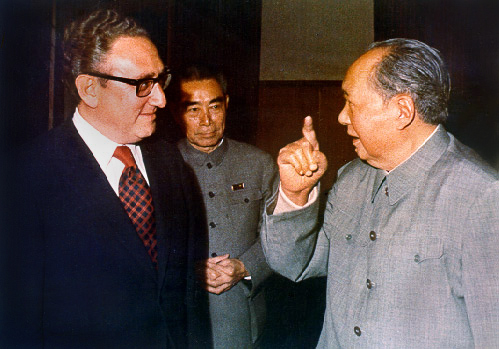
Kissinger, mostrado aqui com Zhou Enlai e Mao Zedong, negociou a reaproximação com a China.

Kissinger inicialmente tinha pouco interesse na China quando começou o seu trabalho como Conselheiro de Segurança Nacional em 1969, e a força motriz por trás da reaproximação com a China foi Nixon. Em abril de 1970, tanto Nixon quanto Kissinger prometeram a Chiang Ching-kuo, filho do Generalíssimo Chiang Kai-shek, que nunca abandonariam Taiwan ou fariam quaisquer compromissos com Mao Zedong, embora Nixon falasse vagamente de seu desejo de melhorar as relações com o país asiático.
Kissinger fez duas viagens à República Popular em julho e outubro de 1971 (a primeira das quais foi feita em segredo) para conversar com o primeiro-ministro Zhou Enlai, então responsável pela política externa da RPC. Durante a sua visita a Pequim, a questão principal acabou por ser Taiwan, pois Zhou exigiu que os Estados Unidos reconhecessem que Taiwan era uma parte legítima da RPC, retirassem as forças dos EUA de Taiwan e acabassem com o apoio militar ao regime do Kuomintang. Kissinger cedeu ao prometer retirar as forças dos EUA de Taiwan, dizendo que dois terços seriam retirados quando a Guerra do Vietnã terminasse e o resto seria retirado à medida que as relações sino-americanas melhorassem.
Em Outubro de 1971, quando Kissinger fazia a sua segunda viagem à República Popular, a questão de qual governo chinês merecia ser representado nas Nações Unidas. surgiu novamente Preocupados em não serem vistos abandonando um aliado, os Estados Unidos tentaram promover um compromisso sob o qual ambos os regimes chineses seriam membros da ONU, embora Kissinger tenha chamado isso de "uma ação de retaguarda essencialmente condenada". Enquanto o embaixador americano na ONU, George H. W. Bush, fazia lobby pela fórmula das "duas Chinas", Kissinger retirava referências favoráveis a Taiwan de um discurso que o então secretário de Estado William P. Rogers preparava, pois esperava que o país fosse expulso do país. a ONU. Durante a sua segunda visita a Pequim, Kissinger disse a Zhou que, de acordo com uma sondagem de opinião pública, 62% dos americanos queriam que Taiwan continuasse a ser membro da ONU e pediu-lhe que considerasse o compromisso das "duas Chinas" para evitar ofender a opinião pública americana. Zhou respondeu afirmando que a República Popular era o governo legítimo de toda a China e que nenhum acordo era possível com a questão de Taiwan. Kissinger disse que os Estados Unidos não poderiam romper totalmente os laços com Chiang, que foi aliado na Segunda Guerra Mundial.
As viagens de Kissinger abriram caminho para a cúpula histórica de 1972 entre Nixon, Zhou e do Partido Comunista Chinês, o presidente Mao Zedong, bem como para a formalização das relações entre os dois países, encerrando 23 anos de isolamento diplomático e hostilidade mútua. O resultado foi a formação de uma aliança estratégica antisoviética tácita entre a RPC e os Estados Unidos. A diplomacia de Kissinger levou a intercâmbios económicos e culturais entre os dois lados e ao estabelecimento de "gabinetes de ligação" na RPC e nas capitais americanas, embora a plena normalização das relações com a RPC não ocorresse até 1979.

### Golpe de Estado no Chile em 1973

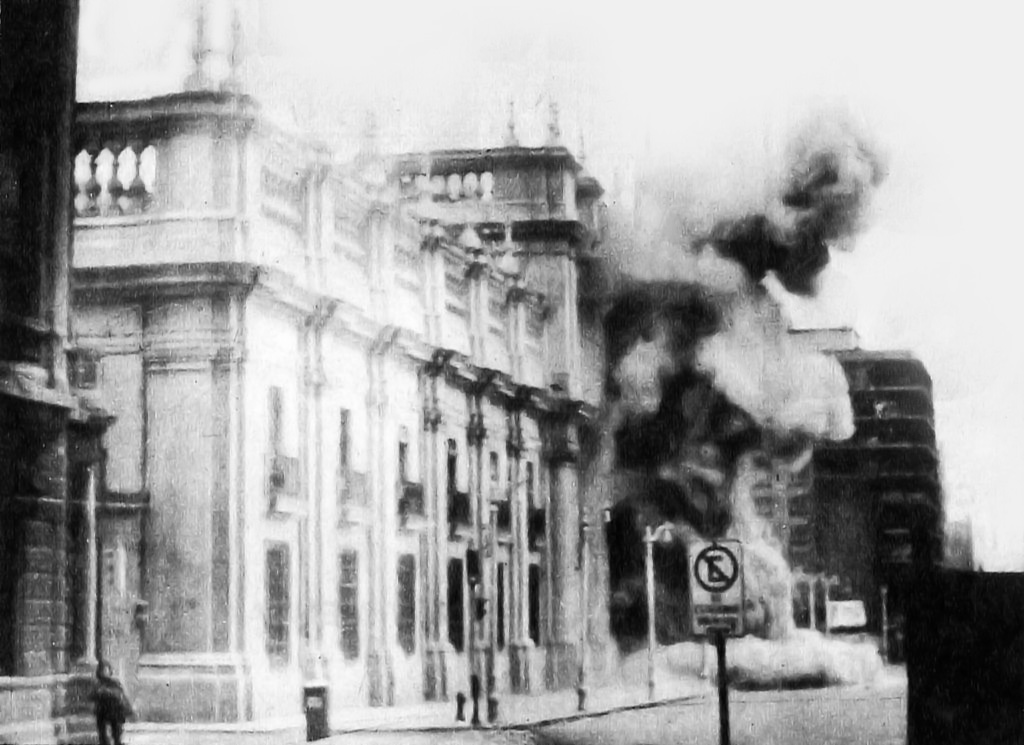
Bombardeio ao Palácio de La Moneda durante o Golpe de Estado no Chile, em 11 de setembro de 1973

### Guerra Suja na Argentina
Guerra Suja na Argentina ou Guerra Suja (em espanhol: Guerra Sucia) (1976-1983) foi o regime adotado em meio a ditadura militar argentina, caracterizado por violência indiscriminada, perseguições, tortura, terrorismo de Estado, desaparecimentos forçados etc. Conhecido também como Processo de Reorganização Nacional segundo a ditadura, foi marcado por várias mortes, desaparecimentos e pelos voos da morte, em que pessoas eram jogadas ao mar vivas.
Vítimas da violência incluíram vários milhares de ativistas de esquerda, incluindo sindicalistas, estudantes, jornalistas, marxistas e os guerrilheiros peronistas e simpatizantes. Cerca de 10 mil desaparecidos sob a forma dos Montoneros, guerrilheiros do Exército Revolucionário do Povo (ERP) foram mortos. As estimativas para o número de pessoas que foram mortas ou "desapareceram" variam de 9 000 a 30 000.
A denominação refere-se ao caráter informal de confronto entre os militares - desligados da autoridade civil -, contra os civis e muitas organizações guerrilheiras, que em qualquer momento foi considerado uma explícita guerra civil. O uso sistemático da violência e sua extensão contra alvos civis no âmbito da tomada de poder político e burocrático por parte das forças armadas, determinou a imediata suspensão dos direitos constitucionais e conduziu à aplicação de táticas de guerra irregular e procedimentos a toda população.
No entanto, a sua designação como uma "guerra" é contestada por algumas organizações políticas e dos direitos humanos, argumentando que se trata de um argumento original pelo regime militar para justificar a repressão indiscriminada. Uma das considerações tidas em conta é a disparidade de vítimas de ambos os lados, o que torna inadequada a definição de "guerra", ao invés, a jurisprudência moderna da Argentina, definiu-a como "genocídio".
O terrorismo de Estado foi realizado principalmente pela ditadura militar de Jorge Rafael Videla, como parte da Operação Condor, um plano patrocinado pelo governo dos Estados Unidos na época (assim como o FBI e a CIA) para realizar vários golpes de Estado na América do Sul. No entanto, os atos de repressão, tortura e os assassinatos continuaram depois até o retorno ao regime civil em 1983.

### Ditadura militar brasileira
A ditadura militar brasileira foi um regime autoritário e nacionalista instaurado em 1 de abril de 1964, que perdurou até 15 de março de 1985, sendo conduzido por sucessivos governos militares. O regime teve início com o golpe de Estado de 1964, que depôs o governo João Goulart, eleito democraticamente. A ditadura terminou formalmente em 1985, quando José Sarney assumiu a presidência, marcando o início da chamada Nova República.
Apesar da promessa inicial de uma intervenção breve, o regime se estendeu por 21 anos, consolidando-se por meio da promulgação de sucessivos Atos Institucionais, que ampliaram os poderes dos militares. O mais severo foi o Ato Institucional Número Cinco (AI-5), de 1968, que suprimiu direitos civis e fortaleceu a repressão política, permanecendo em vigor por dez anos. A Constituição de 1946 foi substituída pela Constituição de 1967, e o Congresso Nacional foi dissolvido. Além disso, a ditadura impôs um código de processo penal militar, permitindo que o Exército e a Polícia Militar encarcerassem suspeitos sem possibilidade de revisão judicial.
O regime adotou uma diretriz nacionalista, desenvolvimentista e anticomunista. Durante a década de 1970, a ditadura atingiu seu auge de popularidade devido ao chamado "milagre econômico", enquanto simultaneamente censurava a imprensa, torturava opositores e promovia exílios forçados. Entretanto, na década de 1980, o modelo econômico do regime entrou em colapso, agravado pela hiperinflação, pelo aumento da desigualdade social e da pobreza. Isso impulsionou o movimento pró-democracia, culminando na campanha Diretas Já. Em resposta, o governo aprovou a Lei da Anistia, relaxou as restrições às liberdades civis e permitiu a realização de eleições presidenciais indiretas em 1985.
O regime militar brasileiro influenciou outras ditaduras na América Latina, através da sistematização da doutrina de segurança nacional, que justificava ações militares em nome da "segurança nacional". A repressão política durante a ditadura foi marcada por torturas, assassinatos e desaparecimentos forçados, embora as Forças Armadas tenham mantido um discurso negacionista por décadas. Somente em 2014, um documento militar reconheceu oficialmente a prática de torturas e execuções. Em 2018, o Departamento de Estado dos EUA divulgou um memorando de 1974, revelando que a cúpula da ditadura autorizava diretamente as torturas e assassinatos contra opositores. No total, 434 pessoas foram mortas ou desapareceram por perseguição política, além de um genocídio indígena que vitimou mais de 8,3 mil indígenas brasileiros, resultado de negligência estatal e ações deliberadas de extermínio.

### Operação Condor

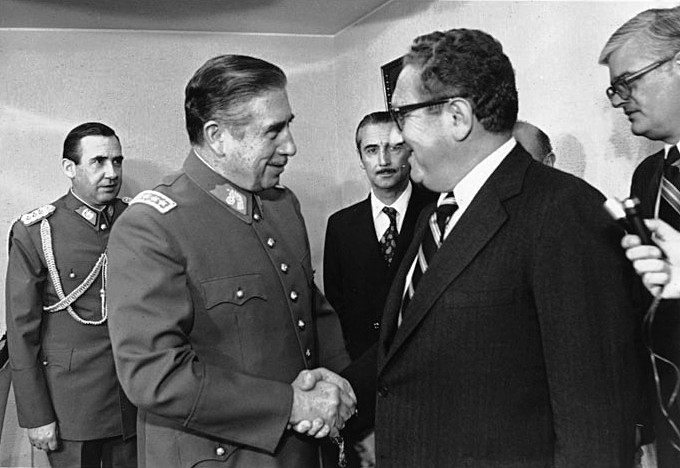
Augusto Pinochet cumprimento Kissinger em 1976

A Operação Condor (em inglês:  Operation Condor; em castelhano:  Operación Cóndor, também conhecida como Plan Cóndor) foi uma campanha de repressão política e terror de Estado levada a cabo pelas ditaduras de direita do Cone Sul, com o apoio dos Estados Unidos. A operação envolveu operações de inteligência e assassinato de opositores políticos exilados em outros países. Foi formalmente implementada em novembro de 1975 a pedido do ditador chileno Augusto Pinochet.
Em novembro de 1975, Manuel Contreras, chefe da DINA, a polícia secreta do Chile, convidou 50 oficiais de inteligência do Chile, Uruguai, Argentina, Paraguai, Bolívia e Brasil para o Chile para implementar formalmente a Operação Condor. Mais tarde, o Equador e o Peru juntaram-se à operação com funções mais periféricas. A fase principal da operação ocorreu entre 1976 e 1978. As relações entre o Chile e a Argentina tornaram-se tensas em 1978, levando ao eventual colapso da rede mais ampla da Condor, embora as operações tenham continuado até 1981.
Devido à sua natureza clandestina, o número exato de mortes diretamente atribuíveis à Operação Condor é altamente contestado. Algumas estimativas indicam que pelo menos 50 000 mortes, 30 000 desaparecidos e 400 000 prisioneiros podem ser atribuídos ao Condor, cerca de 30 000 das mortes na Argentina. os Arquivo do Terror documenta o sequestro, tortura, estupro, assassinato e desaparecimento de pelo menos 763 pessoas. O cientista político americano J. Patrice McSherry dá um número de pelo menos 402 mortos em operações Condor que atravessaram as fronteiras nacionais numa fonte de 2002, e menciona numa fonte de 2009 que daqueles que "foram para o exílio" e foram "raptados, torturados e mortos em países aliados ou ilegalmente transferidos para os seus países de origem para serem executados... centenas, ou milhares, de tais pessoas — o número ainda não foi finalmente determinado — foram raptadas, torturadas e assassinadas em operações Condor". As vítimas incluíam dissidentes e pessoas de esquerda, líderes sindicais e camponeses, padres e freiras, estudantes e professores, intelectuais e suspeitos de serem guerrilheiros.
Embora tenha sido descrito pela Central Intelligence Agency (CIA) como "um esforço cooperativo dos serviços de inteligência/segurança de vários países sul-americanos para combater o terrorismo e a subversão", os guerrilheiros foram usados como desculpa, pois nunca foram suficientemente substanciais para controlar o território, obter apoio material de qualquer potência estrangeira, ou ameaçar de qualquer outra forma a segurança nacional.

### Programa brasileiro de armas nucleares
Kissinger era a favor do programa de armas nucleares na década de 1970 do Brasil. Kissinger justificou sua posição argumentando que o Brasil era um aliado dos EUA e alegando que isso beneficiaria atores privados da indústria nuclear nos EUA. A posição de Kissinger sobre o Brasil estava fora de sincronia com vozes influentes no Congresso dos EUA, no Departamento de Estado e a Agência de Controle de Armas e Desarmamento.

### Timor-Leste

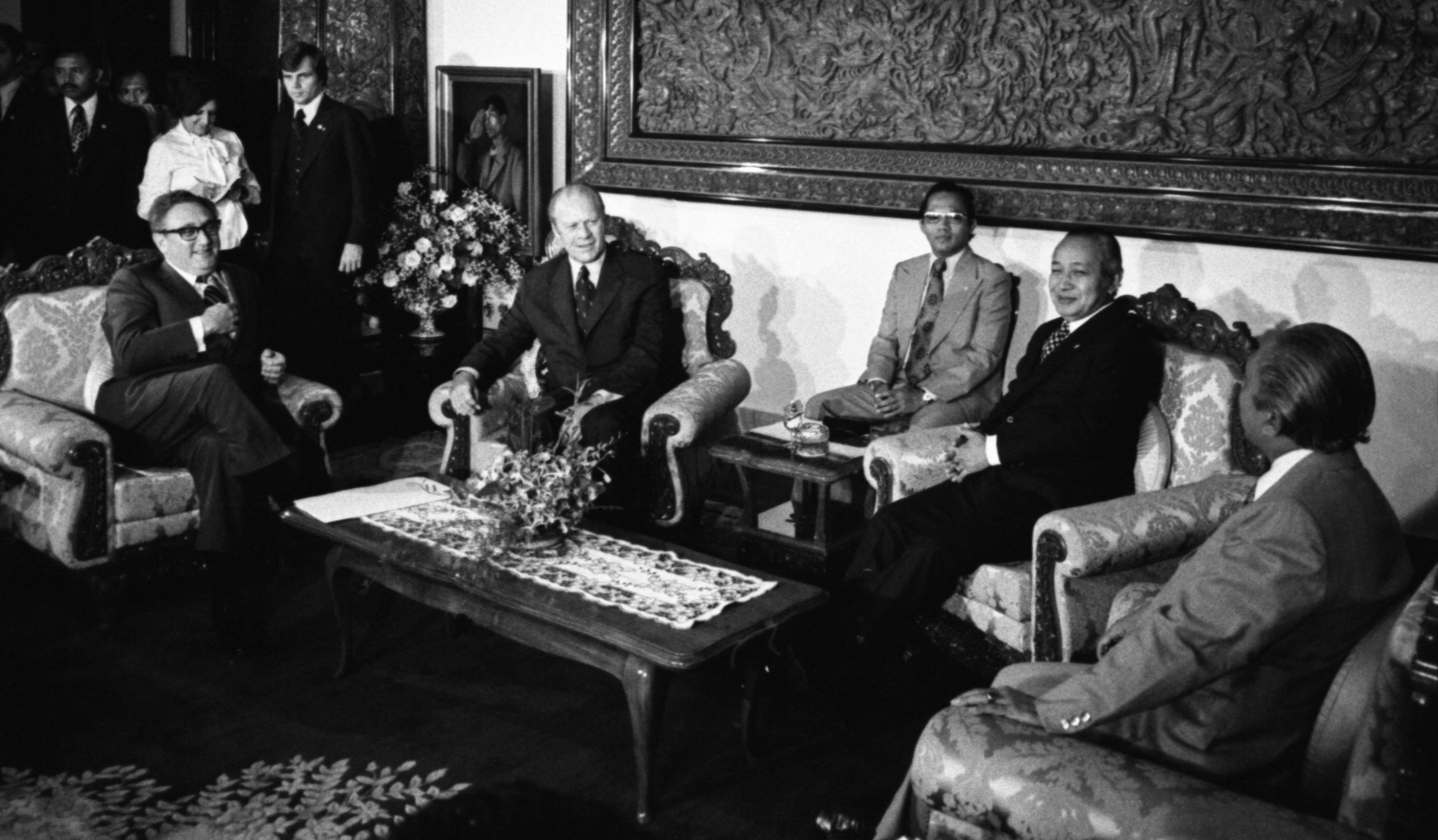
Suharto com Gerald Ford e Kissinger em Jacarta em 6 de dezembro de 1975, um dia antes da invasão indonésia de Timor-Leste.

O processo de descolonização português chamou a atenção dos EUA para a ex-colónia portuguesa de Timor-Leste, que declarou a sua independência em 1975. O presidente indonésio Suharto considerava Timor-Leste como parte legítima da Indonésia. Em dezembro de 1975, Suharto discutiu planos de invasão durante uma reunião com Kissinger e o presidente Ford na capital indonésia de Jacarta. Tanto Ford quanto Kissinger deixaram claro que as relações dos EUA com a Indonésia permaneceriam fortes e que não se oporiam à anexação proposta. Eles só queriam que fosse feita "rapidamente" e propuseram que fosse adiada até depois de terem retornado a Washington. Assim, Suharto atrasou a operação por um dia. Finalmente, em 7 de dezembro, as forças indonésias invadiram a antiga colónia portuguesa. As vendas de armas dos EUA para a Indonésia continuaram e Suharto prosseguiu com o plano de anexação. De acordo com Ben Kiernan, a invasão e ocupação resultaram na morte de quase um quarto da população timorense de 1975 a 1981.

## Morte

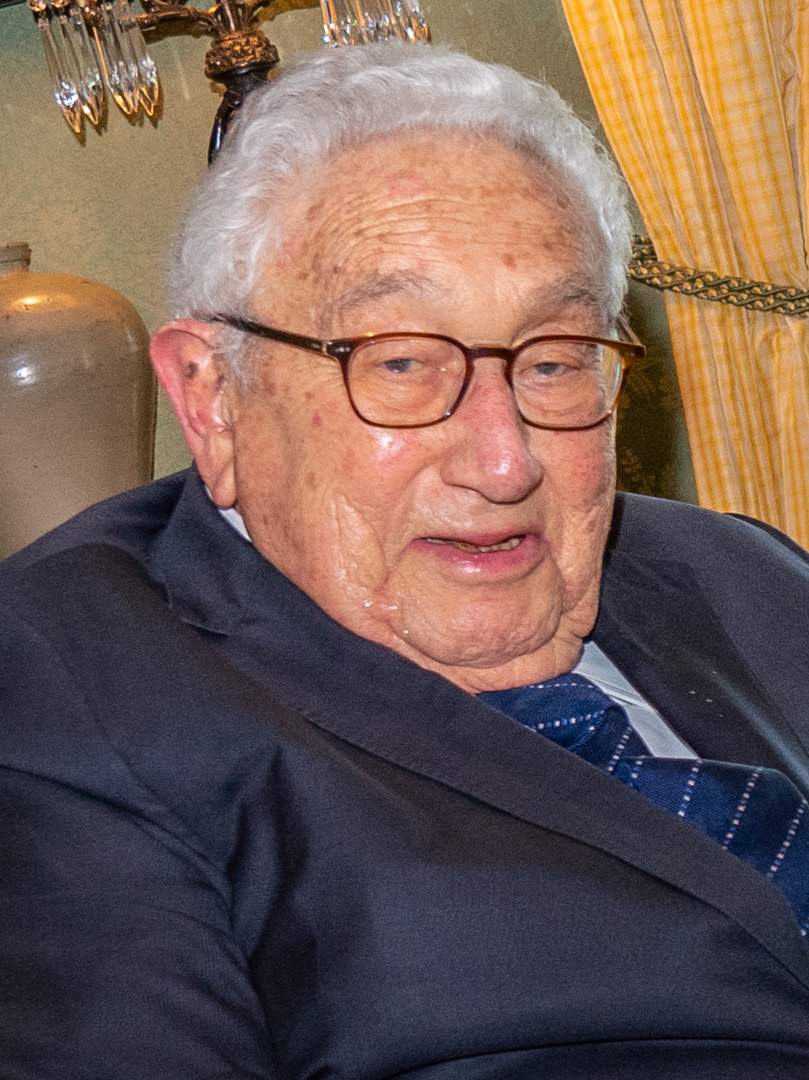
Kissinger em setembro de 2019

Kissinger morreu aos 100 anos em 29 de novembro de 2023, na sua residência no estado de Connecticut, nos Estados Unidos.
Sua morte motivou notas por políticos do mundo inteiro. Joe Biden falou sobre o intelecto de Kissinger, com o qual discordava frequentemente, e que continuou dando sua opinião muito depois de se aposentar. George W. Bush relembrou seu status de refugiado, que fugiu dos nazistas. Vladimir Putin falou sobre a política pragmática de relações exteriores, que permitiu formar acordos entre os Estados Unidos e a União Soviética. O embaixador do Chile, Juan Gabriel Valdes, escreveu sobre sua "profunda miséria moral".
Na internet, houve grande repercussão na mídia e redes sociais. Memes sobre sua morte já circulavam bem antes dele morrer, devido a sua longevidade, envolvendo personagens como o ceifador e satã. Quando a morte finalmente aconteceu, grande parte dos memes tiveram tom de celebração. Na Wikipédia em inglês, editora que atualizou a biografia de Kissinger informando sobre a morte recebeu dezenas de congratulações e medalhas virtuais.

## Escritos: livros importantes

### Memórias
- 1979. The White House Years. ISBN 0316496618 (National Book Award, History Hardcover)
- 1982. Years of Upheaval. ISBN 0316285919
- 1999. Years of Renewal. ISBN 0684855712

### Políticas públicas
- 1957. A World Restored: Metternich, Castlereagh and the Problems of Peace, 1812–22. ISBN 0395172292
- 1957. Nuclear Weapons and Foreign Policy. ISBN 0865317453 (1984)
- 1961. The Necessity for Choice: Prospects of American Foreign Policy. ISBN 0060124105
- 1965. The Troubled Partnership: A Re-Appraisal of the Atlantic Alliance. ISBN 0070348952
- 1969. American Foreign Policy: Three Essays. ISBN 0297179330
- 1981. For the Record: Selected Statements 1977–1980. ISBN 0316496634
- 1985. Observations: Selected Speeches and Essays 1982–1984. ISBN 0316496642
- 1994. Diplomacy. ISBN 067165991X
- 1999. Kissinger Transcripts: The Top Secret Talks With Beijing and Moscow (Henry Kissinger, William Burr). ISBN 1565844807
- 2001. Does America Need a Foreign Policy? Toward a Diplomacy for the 21st Century. ISBN 0684855674
- 2002. Vietnam: A Personal History of America's Involvement in and Extrication from the Vietnam War. ISBN 0743219163
- 2003. Crisis: The Anatomy of Two Major Foreign Policy Crises: Based on the Record of Henry Kissinger's Hitherto Secret Telephone Conversations. ISBN 978-0743249119
- 2011. On China (Nova York: Penguin Press, 2011). ISBN 978-1594202711.
- 2014. World Order (Nova York: Penguin Press, Set. 9, 2014). ISBN 978-1594206146.